# المكرإب (العدين)

تعديل مصدري - تعديل

المكراب محلة تابعة لقرية الرئاس، التابعة لعزلة السارة بمديرية العدين إحدى مديريات محافظة إب في الجمهورية اليمنية، بلغ تعداد سكانها 116 حسب تعداد اليمن لعام 2004.